# Vanessa Evers

Vanessa Evers is onderzoeker op het gebied Computerwetenschappen,in het bijzonder mens-technologie interacte. Vanaf 2019 werkt ze in Singapore aan de Nanyang Technological University daarnaast is ze hoogleraar binnen de "Human media interaction group" van de Universiteit Twente. Ze was decaan van de Faculteit Elektrotechniek, Wiskunde en Informatica (EWI). 
Haar onderzoek richt zich op Social Intelligent Computing: de manier waarop mensen interactie hebben met intelligente en autonome systemen zoals robotica.

## Carrière
Evers heeft gestudeerd aan de Universiteit van Amsterdam. Van 2004 tot 2006 was zij Visiting Professor aan Stanford.  Tot 2019 was zij Hoogleraar sociale robotica Universiteit Twente. Vanaf augustus 2019 woont Evers in Singapore waar zij werkt aan de nanyang technologische universiteit. Daar heeft ze de afdeling voor "Science and Technology for Humanity" op heeft gezet en een Designlab om de (internationale) samenwerking tussen studenten te bevorderen. In 2025 werd zij benoemd tot directeur van het Centrum Wiskunde & Informatica.

## Media
Evers wordt regelmatig geïnterviewd op nationale tv, radio, kranten en tijdschriften over onderwerpen die met haar werk te maken hebben. Bijvoorbeeld onderwerpen als Sociale Robotica en de impact van robots en kunstmatige intelligentie op de samenleving. Ze publiceerde bijna 200 peer-reviewed publicaties.

## Prijzen en erkenning
Evers werd in 2014 uitgeroepen tot meest inspirerende rolmodel door de lezers van het maandblad Opzij en ontving zo de Opzij Talent Award. In 2016 kreeg zij de KIVI Academic Society Award, welke wordt uitgereikt door het Koninklijk Instituut Van Ingenieurs (KIVI) op de Dag van de Ingenieur.
In 2016 werd zij opgenomen in de lijst van Top 50 meest inspirerende vrouwen in Europese technologie, opgesteld door de Inspiring 50.